# L'Union (société secrète)
L'Union ou L'Union de Rey est une société secrète anti-monarchiste fondée par Joseph Rey. Militant pour la chute des Bourbons, elle est active de 1816 à 1820, date à laquelle ses membres sont contraints à la fuite du fait de leur collusion avec le complot républicain manqué de Saint-Denis en 1820.